# Арестов, Анатолий Васильевич
Анатолий Васильевич Арестов (17 января 1922, с. Сальевка, Златоустовский уезд, Уфимская губерния, РСФСР — 18 января 2017, Лениногорск, Татарстан, Россия) — советский передовик промышленного производства, мастер подземного ремонта скважин нефтегазодобывающего управления «Иркеннефть» объединения «Татнефть» Министерства нефтяной промышленности СССР, Герой Социалистического Труда.

## Биография
Родился в крестьянской семье. Жил с матерью Прасковьей Фёдоровной и старшим братом Василием, отец пропал без вести в Гражданскую войну.
В 1938 году, окончив 7 классов школы колхозной молодёжи, поступил в педагогический техникум, откуда со второго курса по спецнабору был зачислен курсантом аэроклуба в Белорецке. В марте 1941 года окончил курсы пилотов-любителей, был направлен в военную авиационную школу в Свердловске.
Участник Великой Отечественной войны, с августа 1941 года последовательно служил в должности пилота-инструктора, старшего лётчика и командира звена. С 1942 года служил инструктором в Свердловской военной школе пилотов, в Чкаловском военном авиационном училище лётчиков имени К. Е. Ворошилова, в отдельной эскадрилье связи Западного фронта, в 46-м запасном авиационном полку (город Алатырь Чувашской АССР). Участвовал в боевых действиях с 14 января 1944 года в составе 887-го ночного полка бомбардировщиков на 1-м Украинском фронте, с лета 1944 — командир звена; совершил 384 боевых вылета. Участник Житомирско-Бердичевской, Корсунь-Шевченковской, Проскуровско-Черновицкой, Львовско-Сандомирской, Висло-Одерской, Нижне-Силезской и Берлинской наступательных операциях. В январе 1946 года был демобилизован.
Вернувшись на родину, окончил Бирскую торговую школу, работал в райпотребсоюзе. Затем с семьёй переехал в Татарскую АССР, где устроился дизелистом в контору бурения «Бугульманефть». В ноябре 1954 года стал оператором по добыче нефти и газа в НГДУ «Лениногорскнефть», затем — в НГДУ «Иркеннефть». С 1964 года — инженер-диспетчер, с 1965 года — мастер подземного ремонта скважин нефтегазодобывающего управления «Иркеннефть». 
В 1974 году окончил Альметьевский факультет Московского нефтяного института стал горным инженером. До 1980 года трудился мастером подземного ремонта скважин в «Иркеннефти», а перед выходом на пенсию работал там же старшим инженером по охране труда.
Занимался общественной деятельностью, был председателем совета наставников в родном управлении, избирался депутатом Лениногорского городского Совета, членом Татарского областного комитета КПСС, партбюро и профкома.
В Лениногорске торжественно отмечался его 90-летний юбилей. Жена — Сагида Исмагиловна, в семье двое сыновей и три дочери, а также 9 внуков и 8 правнуков.

## Награды и звания
За участие в войне награждён орденами Красной Звезды, Отечественной войны I и II степеней, боевой Славы 3-й степени и многими медалями.
Герой Социалистического Труда с вручением ордена Ленина (за выдающиеся заслуги в выполнении заданий VIII пятилетки (1966—1970 гг.) по добыче нефти и газа и достижение высоких технико-экономических показателей) (1971).
Также был награждён медалями, неоднократно заносился на Доску почёта НГДУ «Лениногорскнефть» и ОАО «Татнефть».
«Почётный гражданин города Лениногорск» (2011).